# NHK青森放送局
NHK青森放送局（エヌエイチケイあおもりほうそうきょく）は、青森県を放送対象地域とする日本放送協会（NHK）の地域放送局。テレビとラジオで県域放送を行っている。

## 放送局データ
- 青森放送局（青森市）
  - 三沢支局（三沢市） - 取材対象地域は上十三地区。
  - むつ支局（むつ市） - 取材対象地域は下北地区。
  - 五所川原支局（五所川原市） - 取材対象地域は西北五地域。
- 弘前支局（弘前市）
- 八戸支局（八戸市）

## 局舎所在地の歴史
- 1941年4月17日の開局から1962年3月まで - 青森市大字花園163番地[1][2]
- 1962年3月から1981年6月7日まで - 青森市栄町1丁目[3][4]
- 1981年6月8日から - 青森市松原2丁目（現在地）[3]

## 沿革
- 1941年（昭和16年）4月17日 - 社団法人日本放送協会（NHKの前身）東北支部青森放送局として、ラジオ第1放送が開局。
- 1950年（昭和25年）6月1日 - 放送法施行に伴い社団法人日本放送協会が解散。一切の権利義務は特殊法人としての日本放送協会に継承。
- 1951年（昭和26年）7月1日 - ラジオ第2放送が開局。
- 1959年（昭和34年）3月22日 - アナログ・総合テレビが開局。
- 1961年（昭和36年）10月7日 - アナログ・教育テレビが開局。
- 1964年（昭和39年）12月24日 - ラジオFM放送の実用化試験放送・ステレオ放送実験が開始（ステレオ放送は仙台からの放送波中継で放送）[5]。
- 1966年（昭和41年）3月20日 - アナログ・総合及び教育テレビのカラー放送を開始[6]。
- 1969年（昭和44年）3月1日 - ラジオFM放送、青森局を含め全国一斉に本放送を開始。
- 1971年（昭和46年） - ローカルニュースがカラー化（カラーフィルムによるローカル報道取材も含む）[7]。
- 1977年（昭和52年） - FM放送、ローカル放送でのステレオ化工事が完了、青森ローカルのステレオ放送を開始[8]。
- 1978年（昭和53年）11月23日 - 国際電気通信連合による中波ラジオ放送全世界一斉周波数変更の取り決めに従い、ラジオ第1・第2放送の周波数が10kHz間隔から9kHz間隔に一斉変更。
  - これに伴い青森本局は、ラジオ第1が963kHzに、ラジオ第2が1521kHzに変更。同ラジオ中継局もそれぞれ変更された。
- 1981年（昭和56年）6月 - FMステレオ放送用のPCMデジタル音声回線が導入。これに伴い、ローカル以外でのステレオ放送に於ける仙台からの放送波中継を廃止[9]。
- 1986年（昭和61年）8月8日 - アナログ・総合テレビの音声多重放送を開始[10]。
- 1991年（平成3年）3月21日 - アナログ・教育テレビの音声多重放送を開始[11]。
- 2005年（平成17年）12月1日 - 総合・教育両テレビの地上デジタル放送を開始。
- 2011年（平成23年）7月24日 - 正午、総合・教育両テレビの地上アナログ放送を終了。同日24時までに完全停波。

## 放送送信施設

### アナログ総合テレビ
（2011年7月24日の停波時点）
- 青森 3ch JOTG-TV 映像出力5kW（実効輻射電力41kW） 音声出力1.25kW（実効輻射電力10kW）（鷹森山）・区域内世帯数約6万世帯
- 八戸 9ch 映像出力500W（実効輻射電力5.6kW） 音声出力125W（実効輻射電力1.4kW）（天魔平）・区域内世帯数約12万世帯
- 五所川原 46ch 映像出力2kW（実効輻射電力51kW） 音声出力500W（実効輻射電力13kW）（中洲川山）・区域内世帯数約5万世帯
- 上北烏帽子 51ch 映像出力100W（実効輻射電力5.4kW） 音声出力25W（実効輻射電力1.35kW）（烏帽子岳）
- むつ 4ch（垂直偏波） 映像出力100W（実効輻射電力500W） 音声出力25W（実効輻射電力125W）（釜臥山）
- 深浦 4ch 映像出力10W 音声出力2.5W（八森山）
- 南鰺ヶ沢 8ch 映像出力10W 音声出力2.5W（八景森）
- 大鰐 9ch 映像出力10W 音声出力2.5W（手代森）
- 小泊 9ch 映像出力100mW 音声出力25mW（三角山）

※他中継局あり

### アナログ教育テレビ
（2011年7月24日の停波時点）
- 青森 5ch JOTC-TV 映像出力5kW（実効輻射電力52kW） 音声出力1.25kW（実効輻射電力13kW）（鷹森山）
- 八戸 7ch 映像出力500W（実効輻射電力5.2kW） 音声出力125W（実効輻射電力1.3kW）（天魔平）
- 五所川原 48ch 映像出力2kW（実効輻射電力51kW） 音声出力500W（実効輻射電力13kW）（中洲川山）
- 上北烏帽子 49ch 映像出力100W（実効輻射電力5.4kW） 音声出力25W（実効輻射電力1.35kW）（烏帽子岳）
- むつ 12ch（垂直偏波） 映像出力100W（実効輻射電力500W） 音声出力25W（実効輻射電力125W）（釜臥山）
- 深浦 8ch 映像出力10W 音声出力2.5W（八森山）
- 南鯵ヶ沢 12ch 映像出力10W 音声出力2.5W（八景森）
- 大鰐 7ch 映像出力10W 音声出力2.5W（手代森）
- 小泊 7ch 映像出力100mW 音声出力25mW（三角山）

※他中継局あり

#### 補足
- 青森送信所（鷹森山）及び五所川原・久栗坂・南鰺ヶ沢・北金ヶ沢・八戸（天魔平）・浜須賀・八戸沢里・西田子・階上・南部小波田・名川剣吉・泊・古野牛川・東通入口・大間平の各テレビ中継局については、デジタルテレビ中継局の置局予定がなく、2011年（平成23年）7月24日24時の停波をもって運用を終えたが、久栗坂中継局については、2012年12月1日にデジタル中継局が開局し、事実上の再開となったほか、古野牛川・東通入口両中継局は『ギャップフィラー』方式という形で中継局が再開した。

### ラジオ第1放送
- 青森 963kHz JOTG 5kW（妙見）
- 八戸 999kHz 1kW（是川）
- 弘前 846kHz 500W（藤代）
- 十和田 1161kHz 100W（東十六番町、青森放送と共用）
- 深浦 1584kHz 100W（蓙野）
- 野辺地 846kHz 100W（野辺地蟹田）
- 田子 1026kHz 100W（塚の上ミ）

### ラジオ第2放送
- 青森 1521kHz JOTC 1kW（妙見）
- 八戸 1377kHz 1kW（是川）
- 弘前 1467kHz 500W（藤代）

### FM放送
- 青森 86.0MHz JOTG-FM 3kW（実効輻射電力20kW）（鷹森山）
- 八戸 81.8MHz 500W（実効輻射電力1.75kW）（天魔平）
- むつ 82.7MHz 100W（実効輻射電力220W）（釜臥山）
- 上北烏帽子 83.4MHz 10W（実効輻射電力27W）（烏帽子岳）
- 深浦 84.3MHz 10W（実効輻射電力19.5W）（八森山）
- 南鯵ヶ沢 85.0MHz 10W（実効輻射電力9.3W）（八景森）

### デジタルテレビ

#### 青森・馬ノ神山デジタル放送所

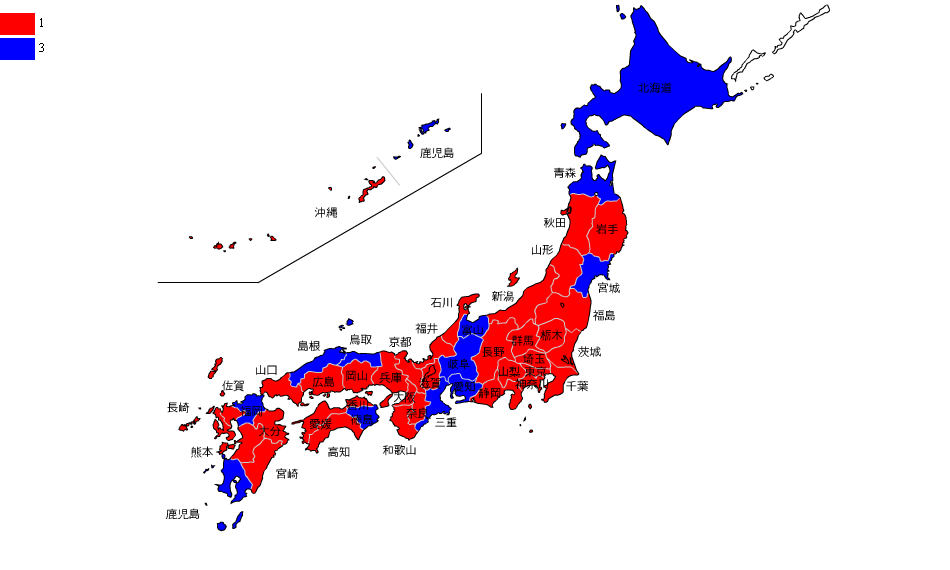
NHK総合のリモコンキーID

- デジタル総合テレビ JOTG-DTV 物理チャンネル16ch（リモコンキーID：3）周波数491.142857MHz
- デジタル教育テレビ JOTC-DTV 物理チャンネル13ch（リモコンキーID：2）周波数473.142857MHz
  - 総合・教育とも、出力1kW、最大実効輻射電力8.9kW
  - 2005年（平成17年）12月1日より、五所川原市の馬ノ神山にある地上デジタル放送所（県内民間放送3社と共同で建設）から地上デジタル放送の本放送を開始した。
- 日本テレビ系列の青森放送テレビがリモコンキーIDにアナログ親局と同じ「1」を使用しているため、総合テレビはアナログ親局と同じ「3」を使用している。また東北地方で総合テレビでリモコンキーIDに「3」を使用しているのは同局と仙台局の2局のだけである。
  - 送信柱 22.1mトラス型鉄塔+アンテナ取り付け部20m（NHK、RAB、ATV、ABAと共同）（施工電気興業）
  - 送信空中線 4L4段4面、上下2式（上部RAB、ATV、ABA、下部NHK）
  - 放送機形式（DG、DEそれぞれ） DTU-50/1R0S（NEC）2台形式（1号機、2号機）、PA部（電力増幅部）は300Wユニットを並列合成、自動補償機能、空冷式、上部にあるディスプレイでOFDM信号品質や作動状況をチェック可能、白をベースに青のデザインが印象的。
  - STL 送受信機は東芝製、64QAM変調のTS伝送方式、レドーム付き2mパラボラアンテナ、出力2W。
  - 送信局舎 鉄筋コンクリート3階建て21m×14m（NHK、RAB、ATV、ABA共同）、屋上にSTL用9m鉄塔架台と送信柱が建つ。

#### 中継局
- 2007年8月1日開局
  - 八戸 100W（総合20ch・教育14ch）
  - 上北烏帽子 10W（総合23ch・教育21ch）
- 2008年11月10日開局
  - 深浦 3W（総合19ch・教育18ch）
  - 大鰐 3W（総合36ch・教育40ch）
  - 大戸瀬 300mW（総合24ch・教育18ch）※デジタル新局として開局。
  - 風合瀬 1W（総合16ch・教育13ch）
  - 岩崎 1W（総合39ch・教育41ch）
- 2008年12月18日開局
  - むつ 10W（総合42ch・教育47ch）
- 2009年10月30日開局
  - 西十和田 300mW（総合20ch・教育26ch）
  - 大畑 300mW（総合36ch・教育38ch）
- 2009年11月11日開局
  - 東十和田 1W（総合39ch・教育35ch）
- 2009年12月21日開局
  - 大間 1W（総合31ch・教育20ch）
- 2009年12月25日開局
  - 三戸南部 1W（総合20ch・教育14ch）
  - 浅虫 50mW（総合46ch・教育48ch）
  - 小泊 300mW（総合20ch・教育26ch）
  - 今別 1W（総合16ch・教育13ch）
  - 佐井 300mW（総合36ch・教育40ch）
- 2010年1月15日開局
  - 十和田湖 1W（総合20ch・教育26ch）
  - 木野部 100mW（総合36ch・教育38ch）
- 2010年1月22日開局
  - 平内山口 50mW（総合18ch・教育17ch）
  - 平内外童子 50mW（総合18ch・教育17ch）
  - 平内内童子 50mW（総合18ch・教育17ch）
- 2010年2月15日開局
  - 大鰐虹貝 50mW（総合49ch・教育51ch）
- 2010年8月30日開局
  - 深浦追良瀬 10mW（総合39ch・教育41ch）
- 2010年9月24日開局
  - 三戸南郷 100mW（総合39ch・教育41ch）
- 2010年9月30日開局
  - 鯵ヶ沢中村 1W（総合20ch・教育26ch）
  - 鯵ヶ沢赤石 1W（総合41ch・教育23ch）
- 2010年10月8日開局
  - 袰部 50mW（総合44ch・教育46ch）
- 2010年10月18日開局
  - 深浦長慶平 50mW（総合29ch・教育31ch）
- 2010年11月15日開局
  - 竜飛帯島 50mW（総合24ch・教育22ch）
- 2010年11月29日開局
  - 片貝 10mW（総合39ch・教育40ch）
  - 道仏 1W（総合48ch・教育35ch）※実質、階上町赤保内からの移転。
  - 津軽上小国 50mW（総合20ch・教育19ch）
  - 田子 3W（総合39ch・教育35ch）
  - 西津軽舞戸 10mW（総合16ch・教育13ch）
- 2010年12月9日開局
  - 鯵ヶ沢一ッ森 50mW（総合29ch・教育35ch）
- 2010年12月13日開局
  - 七戸 50mW（総合39ch・教育42ch）
- 2010年12月20日開局
  - 津軽小国 50mW（総合20ch・教育19ch）
  - 中里今泉 50mW（総合20ch・教育26ch）
  - 深浦舮作 50mW（総合39ch・教育41ch）
  - 竜飛宇鉄 10mW（総合24ch・教育22ch）
- 2011年11月14日開局
  - 細越 50mW（総合49ch・教育51ch）
- 2011年12月7日開局
  - 脇野沢 50mW（総合39ch・教育40ch）
- 2012年12月1日開局
  - 久栗坂 50mW（総合46ch・教育48ch）
- 2014年9月1日開局
  - 上北外ヶ浜 3W（総合35ch・補完局[12]）
- なお、五所川原市と大間町及び東通村には、「ギャップフィラー」方式のデジタル中継局が開局した。

#### 補記

##### マルチ編成について
- 青森県内でカーリングの国内大会（チーム青森が出場した試合が中心）等が開催される場合は、デジタル総合でマルチ編成を行う場合がある。なお、メインチャンネル（&ワンセグ及びアナログ）ではカーリングの中継を放送し、サブチャンネルでは東京からの番組を放送する。なお、2009年（平成21年）11月7日に青森市で行われた「バンクーバーオリンピック代表選考会」では、13:05 - 13:50までサブチャンネル単独[注釈 1]で放送し、13:50以降はメインチャンネル（&アナログ）でも飛び乗りの形で放送した。
- また、それ以外でも、マルチ編成を行う場合がある。詳細は下記に記す。

| 放送日時                                 | メインチャンネル（031）とワンセグの番組                                                                                    | サブチャンネル（032）の番組                                              | 備考 |
| 2009年3月20日 8:35 - 11:54/13:05 - 15:20 | NHK青森50周年記念特番 午前は『NHK特集』など、青森県をテーマにした回を集中放送、午後はトークを中心に構成                    | 午前の部は東京からの全国放送、午後の部は仙台からの東北ブロックネット番組 | 10:00 - 10:05はNHKニュースをサブチャンネルのみで放送                                                             |
| 2009年6月15日と16日 11:05 - 11:30        | むつ市で行われたNHKのど自慢の予選                                                                                          | 情報パレット                                                             | 無し |
| 2009年8月6日 19:00 - 21:00               | NHKニュース7・クローズアップ現代・『少女たちの日記帳 ヒロシマ昭和20年4月6日 - 8月6日』（特別番組）・NHKニュースあおもり845 | 生中継 青森ねぶた祭                                                      | 詳細は脚注を参照せよ。                                                                                           |
| 2009年11月29日 13:05 - 14:30             | 天地人（最終回・再放送）・ふだん着の温泉                                                                                   | 第51回NHK杯青森県卓球選手権大会                                          | 14:30以降はメインチャンネル（&アナログ）でも飛び乗りの形で「第51回NHK杯青森県卓球選手権大会」を放送。            |
| 2010年8月6日 19:00 - 21:00               | NHKニュース7・『吉永小百合 被爆65年の広島・長崎』（特別番組）・NHKニュースあおもり845                                      | 日本の祭2010 青森ねぶた祭                                                | 詳細は脚注を参照せよ。                                                                                           |
| 2010年8月23日 - 27日 11:05 - 11:30       | のど自慢 すべて見せます～予選250組の歌声～ （十和田市で行われたNHKのど自慢の予選）                                         | 情報パレット                                                             | なし |
| 2011年1月31日 - 2月3日 19:30 - 19:58     | クローズアップ現代 | 生中継 ふるさと一番!（再放送）                                           | 当日昼に行われた生放送の再放送。なお、1月31日と2月2日は19:32開始。余った数分は、番組案内「Watch!BS」などを放送。 |
| 2011年8月6日 19:00 - 21:00               | NHKニュース7・『検索deゴー!とっておき世界遺産「戦争と平和」』・20時45分のNHKニュース（845）                                | 日本の祭り2011 青森ねぶた祭り                                            | 詳細は脚注を参照せよ。                                                                                           |
| 2012年2月14日 18:00 - 21:00              | 18時のNHKニュースからNHKニュースあおもり845までの番組                                                                      | 第29回日本カーリング選手権大会・女子決勝戦                               | 詳細は脚注を参照せよ。                                                                                           |
| 2024年8月6日 18:59 - 19:30               | チャンネル切り替えのお知らせ・NHKニュース7                                                                                 | 生中継!青森ねぶた祭り2024                                                | 無し |

- 太字の番組が、青森局独自のマルチ編成番組。

##### その他
- 2007年3月4日までワンセグ放送は地元配信ではなく、東北地区拠点局のNHK仙台放送局のものを配信していた。このため、同日まで青森県内で宮城ローカルの放送および仙台局のコールサインを視聴することができた。
- 2016年度の大型連休より、祝日・年末年始のローカルニュース枠・気象情報は全て仙台からの東北ブロックニュースに統一され、青森からの祝日ニュース・気象情報枠はテレビ・ラジオともに全廃した。
- 2018年度からは、平日7時45分枠を除き、午前の青森ローカル枠も廃止され、仙台発での「東北地方の気象情報」などに置き換えられた。
  - 但し、青森県内で重大な気象事案及び重大な災害が発生、又はその恐れがある時や、緊急・重大ニュース発生時は、青森からのローカルニュースに差し替えられる場合がある。
- 主調整室の更新により、2019年12月2日（月曜日）の放送開始から、青森ローカル番組でもチャンネルロゴ表示の表示を開始した。
- 2020年度の改編より、土日の総合テレビ県内ニュース・気象情報を廃枠としすべて仙台からのネット受けに変更したが18:45 - 19:00枠については2025年4月から自主制作に戻された。ただし、週末の自主制作枠がなかった時期も大相撲本場所で青森県出身力士の幕内最高優勝の可能性がある場合[注釈 11]や県政選挙実施日など県内ニュースを放送したことがある。
- 2023年6月5日（月曜日）からNHKプラスで地域向けのテレビ番組の見逃し配信が開始した。
- 2023年8月6日（日曜日）は、夜に『生中継!青森ねぶた祭り2023』をEテレと総合でリレー中継を行ったが、該当時間に阪神甲子園球場で行われていた第105回全国高校野球選手権大会の第3試合『浦和学院vs.仙台育英』は、Eテレではマルチ編成を行わず、19時30分までと20時以降は、該当の試合は青森県内では視聴できなかった。
- 青森放送局が津波等で放送不能になった時には、弘前支局から放送送出できるバックアップ体制が採られる。

## お天気カメラ
- 青森市（当局屋上※・青森空港・青森港・柳町交差点※・新青森駅）
- 弘前市（弘前支局屋上※）
- 八戸市（八戸支局屋上※・八戸駅（ユートリー駐車場屋上）・八戸港（八戸水産会館屋上））
- 三沢市（三沢空港）
- むつ市（むつ総合病院屋上）
- 深浦町（深浦町役場屋上）
- 東通村（白糠漁港、東通原子力発電所）
- 鰺ヶ沢町（青森スプリング・スキーリゾート）
- このほかに期間限定カメラも設置されている。
- ※印のカメラは、HD化されたカメラ。

## 主な青森局制作番組

### 現在

#### テレビ
- NHKニュースおはよう青森（平日 7:45 - 8:00）
- あっぷるワイド（平日 18:10 - 19:00、時間短縮あり[注釈 12]）
  - あっぷるワイド845（平日 20:45 - 21:00）
  - あっぷるワイド645（土日 18:45 - 19:00）
- お国言葉で川柳、なもあんだも（2008年4月4日 - ）毎月第1金曜日 19:30 - 19:55、再放送は1日後<または8日後>の土曜日 10:05 - 10:30。「あっぷるワイド」から独立していたが、2012年4月より再び内包して、不定期で「あっぷるワイド」のコーナーとしても放送している。
- 発見!あおもり深世界（金曜日 19:30 - 19:57[注釈 13]、再放送は翌日の土曜日 10:55 - 11:22・2018年4月13日開始）

#### ラジオ
- あっぷるラジオ（ラジオ第1 金曜 12:30 - 12:55・2014年4月開始）

#### その他
- なお、台風や地震など重大な災害が発生、または発生する恐れがある場合や、緊急・重大ニュースが発生した場合には、これらの番組は休止・短縮や途中打ち切り、または放送日時の変更等がある。また、2016年8月の「リオデジャネイロオリンピック」開催期間中の様に、予め放送時間の変更が実施される場合もある。

### 過去

#### テレビ
- 青森県の皆様（平日 7:20 - 7:35）[13]
- ニュースワイドあおもり（1980年4月4日 - 1988年4月1日 平日 7:30 - 7:50）[14]
- 話題の広場（平日 7:20 - 7:35）
- ある生活（1964年4月 - 、第4土曜 13:00）[15]
- 郷土の伝統（1964年4月 - 、第2水曜 13:00）[15]
- NHKモーニングワイドあおもり（毎週金曜日 7:30 - 8:00）
- テレビ伝言板（平日 11:40 - 12:00）
- あおもり640（1976年4月5日 - 1982年4月2日、平日 18:40 - 19:00）
- あおもり630（平日 18:30 - 19:00、1982年4月5日 - 1988年4月1日に1期、1994年4月 - 1997年3月31日に2期での放送）
- イブニングネットワークあおもり（1988年4月4日 -1994年3月 、平日 18:00 - 19:00）
- ネットワーク青森610（1994年4月 - 2003年3月、平日 18:10 - 19:00）
- まるごと青森
- ほっとニュース青森
- おばんです（木曜日 19:30 - 20:00）
- 新・青森を語ろう（第1木曜日 20:00 - 20:45）[14]
- NC845（平日 20:45 - 21:00 20:45 - 20:50 仙台局からの東北ニュース 20:50 - 21:00 県内ニュース）
- NHKニュース845（平日 20:45 - 21:00 20:45 - 20:50 仙台局からの東北ニュース 20:50 - 21:00 県内ニュース）実質上の「NHKニュースあおもり845」の前身
- おはよう日曜ひろば（日曜日 7:30 - 8:00）
- 進め!青函連絡船（2016年9月21日 22:00 - BSプレミアム放送された「青森発地域ドラマ」[16]）
- 情報ランチ（1998年4月8日 - 2018年3月22日、平日 11:50 - 12:00、休止あり）
- クローズアップあおもり（不定期週の金曜日 19:30 - 19:55、再放送は1日後<または8日後>の土曜日 10:05 - 10:30）
- NHKニュースあおもり845（ - 2018年3月30日、平日 20:45 - 21:00）
- NHKニュースあおもり645（ - 2020年3月29日、土休日 18:45 - 18:59（EPG上の終了時間は19:00））
- あおもりもりもり（土曜日 9:00 - 9:30）

#### ラジオ
- 青森県の皆様（平日 6:10 - 6:30）[13]
- こんばんは6時です（青森県域放送・平日 18:00 - 19:00）
- FM夕べのひととき（青森県域放送・平日 18:00 - 18:50）
- 青森FMリクエストアワー（土曜日 15:05 - 18:00）
- おはようラジオセンターあおもり（ラジオ第1・月 - 金曜日 7:43 - 7:57）[14]

## アナウンサー・キャスター
- 氏名の後の*は、過去に青森局勤務経験のあるアナウンサー。

| 氏名           | 前任地         | 担当番組                                       | 備考         |              |
| アナウンサー   | アナウンサー   | アナウンサー                                   | アナウンサー | アナウンサー |
| -------------- | -------------- | ---------------------------------------------- | ------------ | ------------ |
| 杉嶋亮作       | ラジオセンター | アナウンスグループ統括 青森県のニュース        |              |              |
| 伊田晃都       | 高知           | あっぷるワイド （キャスター） 青森県のニュース |              |              |
| 北向敏幸*      | 帯広           | 青森県のニュース                               | 八戸市出身   |              |
| 中村瑞季       | 初任地         | 青森県のニュース                               | 青森県出身   |              |
| 住谷陸         | 初任地         | 青森県のニュース                               |              |              |
| 契約キャスター |                |                                                |              |              |
| 林桃子         |                | あっぷるワイド （リポーター） おはよう青森     |              |              |
| 本橋彩子       |                | あっぷるワイド （リポーター） おはよう青森     |              |              |
| 西垣光         | 大分           | あっぷるワイド （キャスター）                  |              |              |
| 浅沼佑香       |                | あっぷるワイド （リポーター）                  |              |              |
| 成田葵葉       |                | あっぷるワイド （リポーター）                  | 青森市出身   |              |
| 気象予報士     |                |                                                |              |              |
| 神林有希       |                | あっぷるワイド                                 |              |              |